# Lala Kara Mustafa Pascha

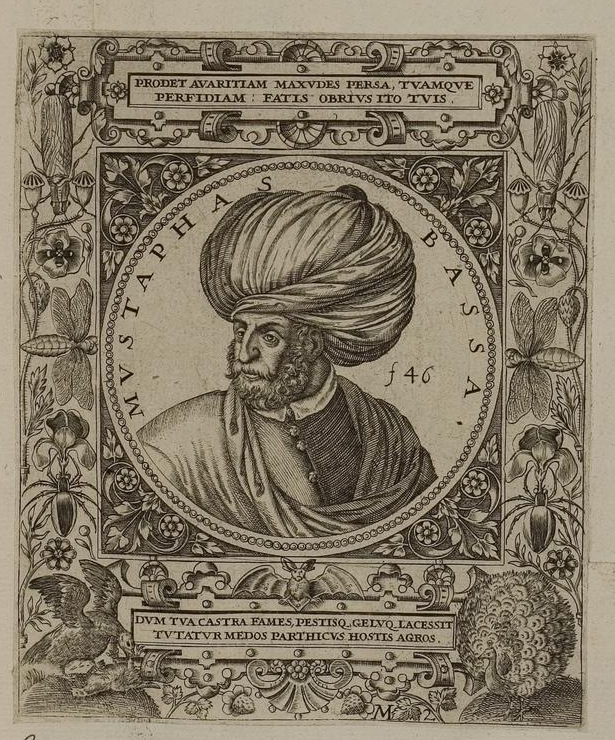
Zeitgenössische Darstellung des Lala Mustafa Pascha

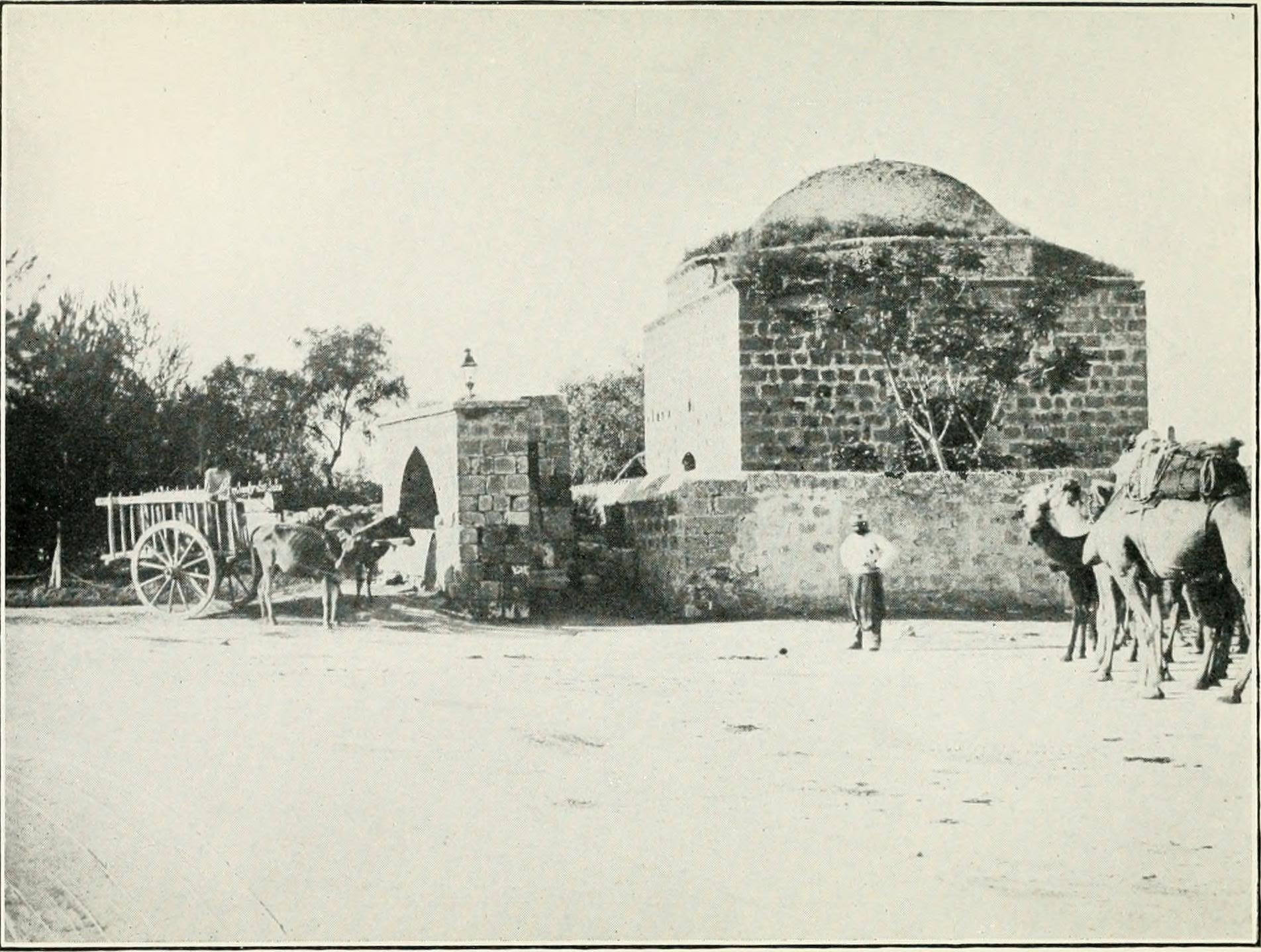
Grabmal in Famagusta (1908)

Lala Kara Mustafa Pascha oder auch Lala Mustafa Pascha (* um 1500; † 7. August 1580) war ein osmanischer General und für kurze Zeit Großwesir. Sein Ehrentitel Lala bedeutet „Tutor eines Prinzen“. ein Lala wurde einem Prinzen als Berater bei der Verwaltung seiner Provinz zugeteilt. Lala Mustafa Pascha war zuerst der Lala Prinz Bayezids, dann Prinz Selims, des späteren Sultan Selims II.
Lala Mustafa war bis zum Beylerbey von Damaskus aufgestiegen und dann Fünfter Wesir geworden, ehe er 1565 die osmanischen Landtruppen bei der Belagerung von Malta befehligte und danach auch die Landtruppen, die 1570–71 das bis dahin venezianische Zypern eroberten.
Vom 28. April bis zum 7. August 1580 war er kurzzeitig Großwesir des Reiches (siehe Liste der Großwesire des Osmanischen Reiches). Mustafa war für seine Grausamkeit gegenüber besiegten Gegnern bekannt, wie seine Behandlung von Marcantonio Bragadin, dem venezianischen Verteidiger von Famagusta, anschaulich bewies.
Die Lala-Mustafa-Pascha-Moschee in Famagusta wurde nach ihm benannt.